# Mihail Belcin
Mihail C. Belcin (n.  ?) a fost un pilot român de aviație, as al Aviației Române din cel de-al Doilea Război Mondial.

## Biografie
A absolvit Școala de subofițeri naviganți la 1 decembrie 1939, obținând brevetul de pilot de război și fiind avansat la gradul de adjutant stagiar aviator.
Adjutantul stagiar av. Mihail Belcin a fost decorat cu Ordinul „Virtutea Aeronautică” de război cu spade, clasa Crucea de Aur (1 iulie 1942) pentru că era un „pilot îndrăzneț, punând mai presus de orice, reușita misiunilor. Ca șef de celulă a bombardat în rassmott bateriile inamice aflate în regiunea Neuburg, Mălăești, Fomina-Balka, Polsodnia, Zastovo, Dainik, etc., precum și trupele inamice aflate în regiunea satelor Gniliacovo, Kalegleia, Marienthal. A avut lupte aeriene din care s'a întors cu avionul ciuruit. A doborît un avion inamic. A executat 48 misiuni de războiu.”, clasa Crucea de Aur cu o baretă (16 februarie 1944) „pentru bravura dovedită în luptele dela Stalingrad, unde a executat 37 misiuni de vânătoare” și clasa Cavaler cu prima și a doua baretă (ambele la 6 octombrie 1944).
A fost înaintat la gradul de adjutant major aviator la 23 august 1945 și la gradul de adjutant șef aviator „în mod excepțional, pentru fapte de arme, pe câmpul de luptă, după 23 August 1944”, pe data de 12 iulie 1947, dar cu vechimea de la 6 martie 1946.

## Decorații
- Ordinul „Virtutea Aeronautică” de război cu spade, clasa Crucea de aur (1 iulie 1942)[3]
- Ordinul „Virtutea Aeronautică” cu spade, clasa Crucea de aur cu o baretă (16 februarie 1944)[4]
- Ordinul „Virtutea Aeronautică” cu spade, clasa Cavaler cu o baretă (6 octombrie 1944)[5]
- Ordinul „Virtutea Aeronautică” cu spade, clasa Cavaler cu 2 barete (6 octombrie 1944)[5]